# Гуштер (сазвежђе)
Гуштер (лат. Lacerta) је мало сазвежђе на северној хемисфери, које нема сјајних звезда. Због свог облика, који подсећа на латинично слово W, понекад се назива и „мала Касиопеја“. Сазвежђе је крајем 17. века дефинисао пољски астроном Јоханес Хевелије.

## Звезде
Једино најсјајнија звезда овог сазвежђа — Алфа Гуштера — са магнитудом 3,78 је сјајнија од 4. магнитуде. Осим ње, значајне звезде су још Roe 47 — систем који се састоји од 5 звезда; и ADS 16402 — бинарни звездани систем чије су компоненте налик Сунцу, а око секундарне компоненте система кружи екстрасоларни врели гасовити џин неуобичајено мале густине.

## Објекти дубоког неба
У сазвежђу Гуштер нема Месјеове објекте, сјајне галаксије нити збијена звездана јата. Има неколико расејаних јата, укључујући NGC 7243 које се налази на око 2800 светлосних година од Сунчевог система и састоји се махом од плавих и белих звезда.
 Гуштера је прототип блазара, по коме је ова класа објеката и добила име (од BL и квазар). Када је откривен, мислило се да је у питању променљива звезда, отуд и ознака као код променљивих.